# Základní škola Gorkého Pardubice
Základní škola Gorkého Pardubice, od roku 2004 ZŠ Waldorfská a Anglické gymnázium, na místě vedle budoucího sídliště Dukla byla otevřena ve školním roce 1911/1912 jako Základní škola Na Skřivánku, kdy do ní nastoupilo 224 žáků ve 8 třídách. Budovu školy navrhl architekt Brouma ve stylu rakouského civilismu s dvěma křídly (jižní a západní)a zahrnoval jak atletické hřiště a jídelnu. Na konci 70. let přebírala škola problémové studenty ze sociálně vyloučených lokalit celého města (175 žáků v roce 2014) a snažila se o alternativní výuku. V roce 2004 byla alternativní základní škola zrušena a v budově vznikly dvě školy ZŠ Waldorfská a Anglické gymnázium. Waldorfská škola působí v Pardubicích od roku 1993, kdy začínala v ZŠ Gorkého, pokračovala v Dašicích, Rosicích nad Labem a v roce 2006 se navrátila opět do Pardubic na Gorkého ulici.

## Ředitelé školy
- 2013 - Mgr. Milan Barták